# Шарбино, Брайтон
Брайтон Роуз Шарбино (англ. Brighton Rose Sharbino; род. 19 августа 2002, Флауэр-Маунд) — американская актриса.

## Ранняя жизнь
Шарбино родилась 19 августа 2002 года во Флауэр-Маунде, Техас, США. У актрисы имеются старшая сестра Саксон и младший брат Сойер, оба также являются актёрами. В возрасте девяти лет, переехала с семьёй в Лос-Анджелес и спустя некоторое время, перевелась на дистанционное обучение, для продвижения в кинокарьере.

## Карьера
Карьера у Шарбино началась в 2008 году, когда она в возрасте шести лет, исполнила малозаметную роль фанатки в телесериале «Огни ночной пятницы». В 2009 появилась в двух эпизодах детского телесериала «Барни и друзья». В 2010 году исполнила небольшую роль в комедии «Великолепный пёс», эпизодическую роль в подростковом телесериале «Ханна Монтана», а также появилась в историческо-биографической драме «Смерть Сократа». В 2011 исполнила эпизодическую роль в телесериале «Главный подозреваемый», а в 2013 «Морская полиция: Спецотдел».
С того же 2013 по 2015 года исполниля второстепенную роль в постапокалиптическом телесериале «Ходячие мертвецы». В 2015 исполнила главную роль в фильме «Славный малый Смит», в 2016 появились в фильме «Чудеса с небес», а в 2017 в фильме «Стерва». В 2017 году исполнила эпизодическую роль в телесериале «Закон и порядок: Специальный корпус» за что была номинирована на премию «Молодой актёр» в категории «Лучшая женская роль в телесериале - приглашенная актриса-подросток в главной роли».
В 2018 году снялась вместе со своей старшей сестрой Саксон в фильме «Сельская жизнь». В 2019 исполнила главную роль в первом сезоне веб-сериала «Зои Валентайн», а также фильме «Радиовспышка». В 2020 году спродюсировала и исполнила главную роль в веб-сериале «Игроки», а также небольшую роль в триллере «Бекман». В 2023 году исполнила небольшую роль в фильме ужасов «Мужчина в белом фургоне».

## Личная жизнь
Шарбино увлекается игрой на пианино и занятием паркуром, вместе со своим младшим братом Сойером.

## Фильмография
| Год       |     | Русское название                    | Оригинальное название             | Роль                  |
| --------- | --- | ----------------------------------- | --------------------------------- | --------------------- |
| 2008      | с   | Огни ночной пятницы                 | Friday Night Lights               | фанатка               |
| 2009      | с   | Барни и друзья                      | Barney & Friends                  | танцовщица/барабанщик |
| 2010      | кор | Замена                              | Changing                          | воспитатель           |
| 2010      | ф   | Великолепный пёс                    | Cool Dog                          | сестра Шэрон          |
| 2010      | с   | Ханна Монтана                       | Hannah Montana                    | Камми                 |
| 2010      | ф   | Смерть Сократа                      | The Death of Socrates             | внучка                |
| 2011      | с   | Главный подозреваемый               | Prime Suspect                     | Рита Таннер           |
| 2012      | с   | Новая норма                         | The New Normal                    | Сара                  |
| 2012      | кор | Промесас                            | Promesas                          | Эбигейл               |
| 2013      | с   | Морская полиция: Спецотдел          | NCIS                              | Эбби Шуто             |
| 2013      | ф   | Дешёвый трепет                      | Cheap Thrills                     | Луанн                 |
| 2013      | кор | Симпозиум Платона                   | Plato's Symposium                 | внучка Сократа        |
| 2013—2015 | с   | Ходячие мертвецы                    | The Walking Dead                  | Лиззи Сэмюэлс         |
| 2014      | с   | Настоящий детектив                  | True Detective                    | Мэси Харт             |
| 2014      | с   | Однажды в сказке                    | Once Upon a Time                  | юная Ингрид           |
| 2015      | ф   | Славный малый Смит                  | Growing Up Smith                  | Эми Бруннер           |
| 2016      | ф   | Чудеса с небес                      | Miracles from Heaven              | Эбби Бим              |
| 2017      | ф   | Стерва                              | Bitch                             | Тиффани Харт          |
| 2017      | с   | Закон и порядок: Специальный корпус | Law & Order: Special Victims Unit | Мэнди Фаулер          |
| 2018      | ф   | Рождество в Хартлэнде               | Christmas in the Heartland        | Джесси Уилкинс        |
| 2018      | ф   | Сельская жизнь                      | Urban Country                     | Фейт                  |
| 2018      | с   | Мыслить как преступник              | Criminal Minds                    | Челси Дэвис           |
| 2019      | ф   | Американская кожа                   | American Skin                     | Меган                 |
| 2019      | вс  | Зои Валентайн                       | Zoe Valentine                     | Эллисон Беттс         |
| 2019      | ф   | Радиовспышка                        | Radioflash                        | Риз                   |
| 2020      | вс  | Игроки                              | Players                           | Джоджо                |
| 2020      | ф   | Бекман                              | Beckman                           | Табита                |
| 2022      | с   | Добро пожаловать в Чиппендейлс      | Welcome to Chippendales           | Брук Шилдс            |
| 2023      | ф   | Мужчина в белом фургоне             | The Man in the White Van          | пловец                |

### Музыкальные клипы
| Год  | Песня            | Исполнитель | Примечания |
| ---- | ---------------- | ----------- | ---------- |
| 2018 | Jingle Bell Rock | Лекси Джейд | [ 25 ]     |

### Подкасты
| Год  | Название       | Роль      | Примечания |
| ---- | -------------- | --------- | ---------- |
| 2020 | Дневники теней | подросток | [ 26 ]     |

## Награды и номинации
| Год  | Награда                | Категория                                                                         | Номинация за                        | Результат | Примечания    |
| ---- | ---------------------- | --------------------------------------------------------------------------------- | ----------------------------------- | --------- | ------------- |
| 2018 | Премия «Молодой актёр» | Лучшая женская роль в телесериале - приглашенная актриса-подросток в главной роли | Закон и порядок: Специальный корпус | Номинация | [ 17 ] [ 18 ] |